# Ghiur

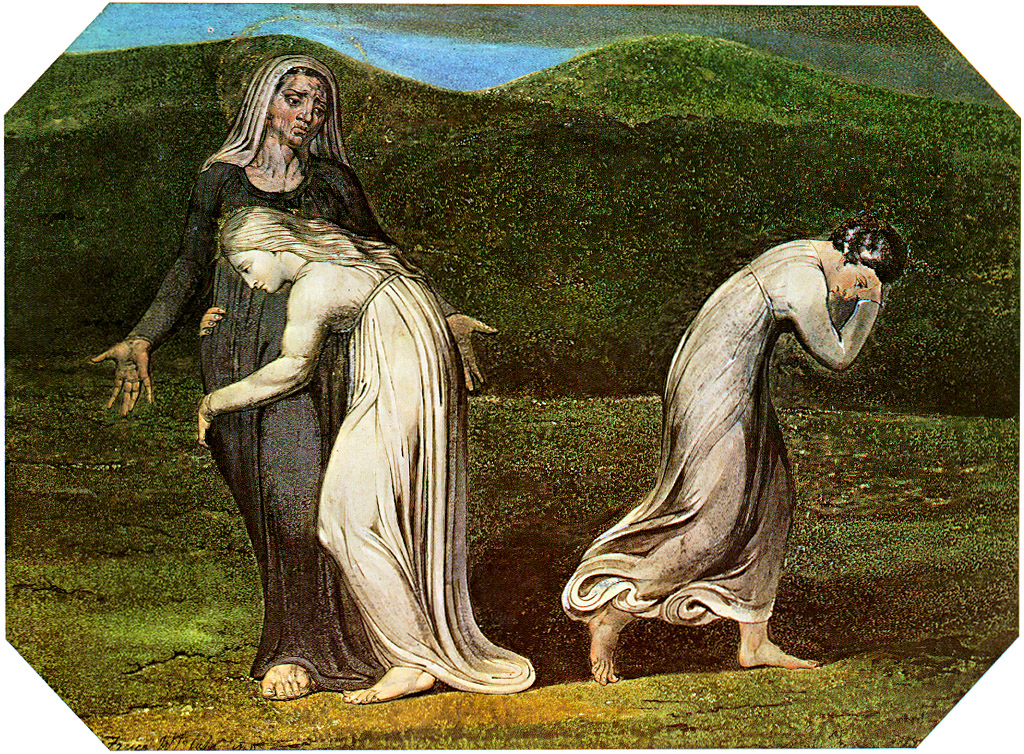
Noemi supplica Rut e Orpa di tornare a casa, di William Blake (1795)

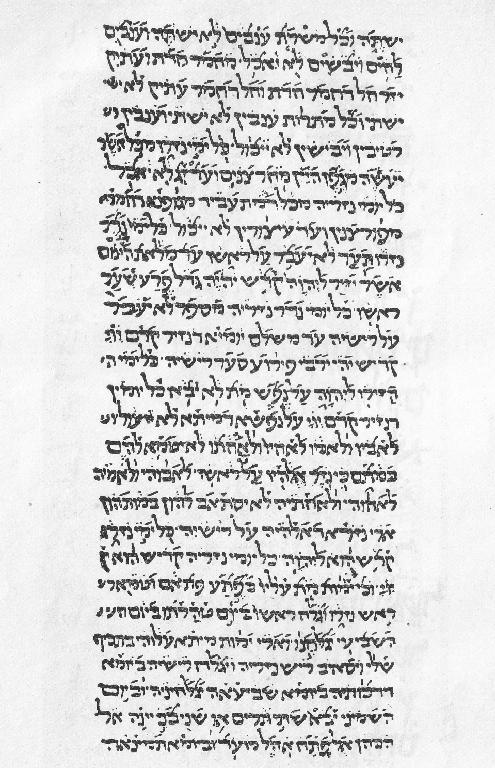
Porzione del Pentateuco in ebraico, British Library Oriental MS. 1497, contenente, risalente al XII secolo. Le righe del Pentateuco si alternano a quelle del Targum attribuito a Onkelos (un convertito all'ebraismo)

Ghiur (in ebraico גיור‎?) o conversione all'ebraismo è un atto formale effettuato da un non ebreo che desideri essere riconosciuto come membro a pieno diritto della comunità ebraica. La conversione ebraica comporta normalmente una serie di atti religiosi, studi e osservanze, che includono specificamente un'espressione di appartenenza e associazione al popolo ebraico e, a volte, alla Terra di Israele. Il Ghiur avviene quindi dopo un percorso interiore con studio ed osservanza dei precetti, seguiti da una guida individuata in un rabbino che ne valuta la convinzione, la sincerità, la preparazione e l'adesione. Il convertito infine adotta un nome proprio nuovo di origine ebraica ed effettua il rituale della Tevilah in un mikveh, e il Brit milah (circoncisione) nel caso si tratti di un individuo di sesso maschile. Una conversione formale viene a volte effettuata per eliminare qualsiasi dubbio sull'ebraicità di una data persona che desidera essere considerata ebrea.
La procedura di conversione dipende dalla corrente religiosa che la sponsorizza, e dall'adempimento dei requisiti di conversione applicati da tale corrente religiosa, movimento religioso o confessione ebraica. Infatti, una conversione effettuata in conformità dei processi di una data corrente non garantisce il suo riconoscimento da parte di un'altra corrente o confessione.
In alcuni casi, una persona può astenersi dalla conversione formale all'ebraismo e adottare soltanto certe (o tutte) credenze e pratiche dell'ebraismo. Tuttavia, senza una conversione formale molte correnti ebraiche di stretta osservanza rifiuteranno lo status ebraico del convertito. Esistono alcuni gruppi che hanno adottato usanze e pratiche ebraiche. Per esempio, in Russia i Subbotnik (russo: Субботники, da Subbotnik- letteralmente, "Sabbatariani") hanno adottato la maggior parte degli aspetti ebraici senza essersi convertiti formalmente all'ebraismo. Tuttavia, se un Subbotnik, o chiunque senza una conversione formale, desidera sposarsi nell'ambito di una comunità ebraica tradizionale o emigrare in Israele, deve intraprendere una conversione formale.

## Terminologia
Il convertito all'ebraismo viene chiamato in ebraico col termine gher (in ebraico גר‎?, plurale gherim) e una convertita col termine ebraico ghiyoret. La parola è correlata al termine "proselita" che deriva dalla versione Koinè della Septuaginta, traduzione greca della Bibbia. Nell'ebraismo caraita un Gher è un non-ebreo che si deve ancora convertire del tutto all'ebraismo. Dopo che il Gher si è convertito all'ebraismo, non viene più considerato Gher bensì un ebreo a pieno diritto.
La parola gher deriva dal verbo ebraico lagur (לגור) che significa "risiedere" o "soggiornare [con]". Nella Bibbia ebraica (Tanakh) gher è definito "straniero", o "residente" Rabbi Marc Angel scrive:
(Marc D. Angel, Choosing to Be Jewish)
La spiegazione di Marc Angel circa il significato letterale di "ger" come "straniero" è comprovata da passi biblici, tra cui i versetti di Levitico 19:34:
Gli ebrei non erano convertiti in Egitto, bensì stranieri. Un altro passo che potrebbe essere pertinente al processo di conversione fa riferimento a donne non ebree catturate in guerra che potevano essere "prese per mogli" (Deuteronomio 21:10–14). Un altro versetto interpretato come riferentesi a non ebrei convertiti all'ebraismo è Ester 8:17, sebbene non venga descritto il procedimento.
Nel Talmud, "gher" è usato in due sensi: gher tzedek con riferimento ad un "convertito giusto", un proselita dell'ebraismo, e ger toshav, a un abitante non ebreo della Terra d'Israele che osserva le Sette leggi di Noè e ha ripudiato tutti i legami con l'idolatria. In ebraico moderno, gher si riferisce al convertito ebreo.

## Procedure
Secondo Maimonide, (Isurei Biah 13:14) i convertiti erano accettati sin dal tempo della storia ebraica, e le mogli straniere dei capi ebrei - quali erano Sansone e Salomone - erano convertite. Tuttavia dice (Isurei Biah 13:15) che al tempo del potere politico ebraico, come i giorni dei Re Davide e Salomone, i Batei Dinim (tribunali ebraici) non accettavano quei convertiti che non dimostravano il giusto intendimento, e dovevano aspettare e dimostrare le proprie intenzioni affinché potessero essere accettati legalmente.
Oggigiorno, con la particolare eccezione di alcune comunità Ebrei siriani, (soprattutto quelle di Brooklyn (NY) e Deal), tutte le forme principali di ebraismo sono aperte ai postulanti sinceri, e tutte le correnti ebraiche accettano quei convertiti che hanno adempiuto al ghiur secondo le rispettive confessioni.
Le regole variano comunque a seconda delle correnti. Per l'ebraismo rabbinico, le leggi che governano la conversione (gerut) si basano sui codici di legge e sui testi sacri, incluse le discussioni riportate dal Talmud, dal Shulkhan Arukh e successive interpretazioni. (Molte linee di guida per accettare i convertiti si fondano sul Libro di Rut e il modo in cui Rut venne accolta nella comunità mediante l'intervento della suocera, Noemi). Tali regole sono considerate autorevoli dall'ebraismo ortodosso e dall'ebraismo conservatore. La legge ebraica viene interpretata in genere come avversa al proselitismo, e il gerut religioso è solitamente sconsigliato. In passato i rabbini spesso rifiutavano potenziali convertiti tre volte, e se questi persistevano fermamente nel loro desiderio di convertirsi, allora permettevano loro di iniziare il procedimento.
Tuttavia, un rabbino convinto della sincerità del potenziale convertito può permettergli/le di svolgere il processo di conversione, che richiede alla persona di presentarsi di fronte ad un tribunale religioso ebraico (Beth Din) per essere esaminata e quindi accettata formalmente. Ad una persona che si converte formalmente all'ebraismo sotto gli auspici di un Beth Din riconosciuto e costituitosi halakhicamente, composto preferibilmente da tre rispettati e dotti rabbini in veste di dayanim ("giudici"), ma anche eventualmente da due colti membri laici della comunità e da un rabbino, viene rilasciato un Shtar geirut ("Certificato di Conversione").
L'ebraismo conservatore prende una posizione più indulgente nell'applicare le regole halakhiche, rispetto all'ebraismo ortodosso moderno. Il suo approccio alla validità della conversione si basa sulla constatazione se la procedura di conversione abbia seguito le norme rabbiniche, piuttosto che sull'affidabilità di coloro che la svolgono o sulla natura degli obblighi assunti dal convertito. Di conseguenza, può accettare la validità di certe conversioni riformate e ricostruzioniste, ma solo se hanno incluso l'immersione in una vasca rituale (mikveh), la comparsa davanti ad un tribunale rabbinico e, per gli uomini, la circoncisione rituale (Brit milah) o quella simbolica per coloro che sono stati già circoncisi (hatafat dam brit).
Le condizioni poste dall'ebraismo riformato sono differenti. Questa corrente dell'ebraismo afferma che "persone che considerino di convertirsi devono studiare la teologia, i rituali, la storia, cultura e tradizioni ebraiche, ed iniziare ad incorporare le pratiche ebraiche nella propria vita. La durata e formato del corso di studio varia da rabbino a rabbino e da comunità a comunità, sebbene la maggioranza ora richieda un corso di ebraismo basilare e uno studio individuale con un rabbino, come anche la frequenza di funzioni e la partecipazione alla vita ebraica sinagogale e domestica.
Sebbene la conversione infantile possa essere accettata in alcune circostanze (come nel caso di bambini adottati o bambini i cui genitori siano convertiti), ai bambini che si convertono viene tipicamente chiesto se desiderino rimanere ebrei dopo aver raggiunto la maturità religiosa – che è di 12 anni d'età per una bambina e 13 anni per un bambino. Tale standard viene applicato nell'ebraismo ortodosso e conservatore, che accettano la Halakha come vincolante.
L'ebraismo ricostruzionista valuta il simbolismo della conversione rituale, ed incoraggia coloro non nati da genitori ebrei e che desiderino di convertirsi di intraprendere tale rito di passaggio. Il corso di studio ricostruzionista per un potenziale convertito, che viene determinato dal rabbino e dalla congregazione coi quali il postulante collabora, include storia, osservanza e dottrina, nonché imparare a fare scelte coscienti. Il completamento del processo è segnato dall'immersione rituale sia per uomini sia per donne; la circoncisione o hatafat dam brit (goccia di sangue simbolica) per gli uomini (a meno che non esista un eccessivo rischio fisico o emotivo); un Beth Din (udienza con tre ebrei dotti, tra cui un rabbino), e spesso una cerimonia pubblica di accettazione.
L'ebraismo caraita non accetta l'ebraismo rabbinico e ha differenti requisiti di conversione. Tradizionalmente il Caraismo non accettava proseliti, ma tale persistente astensione dalle conversione è stata recentemente abrogata. Il 1º agosto 2007, i Caraiti hanno dato il benvenuto al loro primo convertito in 500 anni: in una cerimonia presso la loro sinagoga delle California settentrionale, dieci adulti e quattro minorenni hanno giurato fedeltà all'ebraismo dopo aver completato un anno di studio. Questa conversione avviene dopo 15 anni da quando il Consiglio Caraita dei Saggi aveva abrogato il divieto plurisecolare di accettare convertiti. Il proselita, durante la cerimonia, pronuncia il seguente voto, fatto da Rut nella Bibbia:
in ebraico כִּי אֶל-אֲשֶׁר תֵּלְכִי אֵלֵךְ, וּבַאֲשֶׁר תָּלִינִי אָלִין—עַמֵּךְ עַמִּי, וֵאלֹהַיִךְ אֱלֹהָי. בַּאֲשֶׁר תָּמוּתִי אָמוּת, וְשָׁם אֶקָּבֵר; כֹּה יַעֲשֶׂה יְהוָה לִי, וְכֹה יוֹסִיף—כִּי הַמָּוֶת, יַפְרִיד בֵּינִי וּבֵינֵךְ.‎?

## Requisiti
Gli Amoraim che produssero il Talmud esposero tre requisiti necessari per la conversione all'ebraismo (Keritot 8b), che devono essere certificati ed autenticati da un tribunale rabbinico Beth Din hedyot composto da tre uomini ebrei che abbiano superato l'età di 13 anni (non è necessario che siano rabbini):
- Circoncisione (Brit milah o hatafat dam brit) per gli uomini[5]
- Immersione (tevilah) in una vasca rituale (mikveh) sia per uomini sia per le donne[5]
- Offerta di un certo sacrificio (korban) al Tempio (il Beit Hamikdash) – questo requisito è differito fintantoché il Tempio non venga ricostruito.

Il consenso delle autorità halakhiche richiede inoltre che il convertito comprenda e accetti i doveri della Legge ebraica classica. Ciò non viene affermato esplicitamente nel Talmud, ma viene dedotto da commentatori successivi (Rishonim).
Dopo che tutti questi requisiti sono stati realizzati, il Beth din emette un "Certificato di Conversione" (Shtar Giur), che certifica la persona come ebrea.

## Bnei Anusim
Negli ultimi decenni c'è stato un rinnovato interesse di conversione da parte di alcuni Bnei Anusim, discendenti di ebrei che furono forzati a convertirsi ad altre fedi.
Il termine ebraico per i convertiti forzati è "Anusim" (in ebraico אֲנוּסִים‎?, lett. "[convertiti] forzati"), mentre i discendenti di detti convertiti sono chiamati "Bnei Anusim" (lett. "figli dei [convertiti] forzati").
La categoria di Bnei Anusim (che halakhicamente sono non-ebrei di ascendenza ebraica) include i numerosi Bnei Anusim Sefarditi (in ebraico בני אנוסים ספרדיים‎?, lett. "figli [degli] ebrei spagnoli convertiti a forza), cioè i discendenti di quegli ebrei sefarditi che furono costretti a convertirsi al cristianesimo ai tempi dell'Inquisizione spagnola e portoghese.
Il termine Bnei Anusim include anche altri casi storici, tra cui gli ebrei Mashhadi dell'Iran che furono costretti a convertirsi all'Islam, noti come "Bnei Anusim Mashhad".
Nell'epoca contemporanea, comunque, il gruppo più rinomato è quello citato dei Bnei Anusim Sefarditi, che si trovano sulla penisola iberica (Spagna e Portogallo) e iberoamerica (i paesi ispanici delle Americhe più il Brasile). C'è stata recentemente una crescita continua di potenziali convertiti che cercano di ritornare alla fede ebraica.
Poiché gli Bnei Anusim (cioè, i discendenti di convertiti forzati) mancano di una matrilinearità ebraica ininterrotta o non possiedono prove documentali a tale effetto (anche nel caso in cui riuscissero a provare la loro ascendenza ebraica, ma attraverso altri lignaggi non matrilinei), la conversione è diventata la maggiore opzione per ritornare all'ebraismo.